# Maria Olejniczak (strzelczyni)
Maria Olejniczak, po mężu Romanowska – polska strzelczyni, medalistka mistrzostw Europy.
Była zawodniczką Grunwaldu Poznań i wielokrotną mistrzynią Polski w karabinie standardowym w trzech pozycjach z 50 metrów, oraz w karabinie standardowym leżąc z 50 metrów.
Olejniczak raz stanęła na podium mistrzostw Europy. Dokonała tego na mistrzostwach w Hämeenlinna w 1978 roku, gdy zdobyła srebrny medal drużynowo w karabinie standardowym leżąc z 50 metrów (drużynę uzupełniały Małgorzata Paćko i Eulalia Rolińska). Jej wynik – 591 punktów, był drugim rezultatem w polskim zespole. Na tych samych mistrzostwach uplasowała się również na siódmym miejscu w karabinie standardowym w trzech pozycjach z 50 metrów (571 punktów).